# 捷螳属
捷螳属（学名：Oxymantis）是矮螳科的一属。

## 下属物种
本属包括以下物种：
- Oxymantis punctillata Werner, 1913